# El proceso del arzobispo Carranza
Proceso al arzobispo Carranza es una obra de teatro, escrita por Joaquín Calvo Sotelo y estrenada en el Teatro María Guerrero de Madrid el 14 de marzo de 1964.

## Argumento
La obra recrea un hecho histórico: el proceso al que la Inquisición española sometió al arzobispo Bartolomé de Carranza en la España de Felipe II.

## Representaciones destacadas
- Teatro (estreno, en 1964). Intérpretes: Manuel Dicenta, José Bódalo, Amelia de la Torre, Antonio Ferrandis, Rosario García Ortega, Rafaela Aparicio, Margarita García Ortega, José Vivó, Agustín González, Valeriano Andrés.

- Televisión (Estudio 1, TVE, 1969). Intérpretes: Manuel Dicenta, José Bódalo, Lola Lemos, Fernando Sánchez Polack, Francisco Merino.